# White Light/White Heat
White Light/White Heat là album phòng thu thứ hai của ban nhạc rock người Mỹ the Velvet Underground, phát hành năm 1968 bởi hãng đĩa Verve. Đây là album cuối cùng của ban nhạc với tay bass và thành viên sáng lập John Cale.
Năm 2003, album được xếp tại vị trí số 293 trong danh sách 500 vĩ đại nhất mọi thời đại của tạp chí Rolling Stone.

## Bối cảnh
Với lượng bán hàng thất vọng của album đầu tiên, The Velvet Underground & Nico (1967), mối quan hệ của ban nhạc và Andy Warhol bị rạn nứt. The Velvet Underground lưu diễn gần như toàn 1967. Nhiều buổi biểu diễn của họ có đoạn khoảng ứng tác ồn ào, mà sẽ trở thành yếu tố chính trong White Light/White Heat. Ban nhạc cuối cùng xa thải Warhol và tách biệt khỏi Nico; và thu âm album thứ hai của họ cùng Tom Wilson, người có vai trò nhà sản xuất.

## Tiếp nhận
| Đánh giá chuyên môn       | Đánh giá chuyên môn |
| Nguồn đánh giá            | Nguồn đánh giá      |
| Nguồn                     | Đánh giá            |
| ------------------------- | ------------------- |
| AllMusic                  | [ 1 ]               |
| Chicago Tribune           | [ 8 ]               |
| Pitchfork                 | 10/10               |
| Rolling Stone             | [ 10 ]              |
| Rolling Stone Album Guide | [ 11 ]              |
| Sputnikmusic              | 3.5/5               |

Như những tác phẩm khác của nhóm, phần lời mang chủ đề đen tối và nhạc cụ được ảnh hưởng từ avant-garde không hợp với thị hiếu âm nhạc đương thời, khiến album hầu như không có được sự chú ý nào. White Light/White Heat có mặt trên Billboard 200 trong một thời gian ngắn, dù chỉ đạt vị trí cao nhất là 199. Mặc cho thất bại thương mại, những tiếng biến âm và hồi âm, cũng như kiểu thu âm thô ráp của White Light/White Heat đã trở thành nguồn cảm hứng lớn trong giới punk và experimental rock.
Năm 2003, album được xếp tại vị trí số 293 trong danh sách 500 vĩ đại nhất mọi thời đại của tạp chí Rolling Stone, cùng với những album khác của nhóm.

## Danh sách bài hát
Tất cả các ca khúc được viết bởi Lou Reed, trừ khi có ghi chú.
| Mặt A | Mặt A                     | Mặt A                                              | Mặt A      |
| STT   | Nhan đề                   | Sáng tác                                           | Thời lượng |
| ----- | ------------------------- | -------------------------------------------------- | ---------- |
| 1.    | "White Light/White Heat"  |                                                    | 2:47       |
| 2.    | "The Gift"                | Reed, Sterling Morrison, John Cale, Maureen Tucker | 8:18       |
| 3.    | "Lady Godiva's Operation" |                                                    | 4:56       |
| 4.    | "Here She Comes Now"      | Reed, Morrison, Cale                               | 2:04       |

| Mặt B | Mặt B                      | Mặt B                        | Mặt B      |
| STT   | Nhan đề                    | Sáng tác                     | Thời lượng |
| ----- | -------------------------- | ---------------------------- | ---------- |
| 1.    | "I Heard Her Call My Name" |                              | 4:38       |
| 2.    | "Sister Ray"               | Reed, Morrison, Cale, Tucker | 17:28      |

| 45th Anniversary Deluxe Edition disc one (stereo version) bonus tracks | 45th Anniversary Deluxe Edition disc one (stereo version) bonus tracks       | 45th Anniversary Deluxe Edition disc one (stereo version) bonus tracks |
| STT                                                                    | Nhan đề                                                                      | Thời lượng                                                             |
| ---------------------------------------------------------------------- | ---------------------------------------------------------------------------- | ---------------------------------------------------------------------- |
| 7.                                                                     | "I Heard Her Call My Name (Alternate Take)"                                  | 4:39                                                                   |
| 8.                                                                     | "Guess I'm Falling In Love (Instrumental Version)" (new mix)                 | 3:34                                                                   |
| 9.                                                                     | "Temptation Inside Your Heart (Original Mix)"                                | 2:33                                                                   |
| 10.                                                                    | "Stephanie Says (Original Mix)"                                              | 2:50                                                                   |
| 11.                                                                    | "Hey Mr. Rain (Version One)" (new mix)                                       | 4:40                                                                   |
| 12.                                                                    | "Hey Mr. Rain (Version Two)" (new mix)                                       | 5:24                                                                   |
| 13.                                                                    | "Beginning to See the Light (Previously Unreleased Early Version)" (new mix) | 3:39                                                                   |

| 45th Anniversary Deluxe Edition disc two (mono version) | 45th Anniversary Deluxe Edition disc two (mono version) | 45th Anniversary Deluxe Edition disc two (mono version) |
| STT                                                     | Nhan đề                                                 | Thời lượng                                              |
| ------------------------------------------------------- | ------------------------------------------------------- | ------------------------------------------------------- |
| 1.                                                      | "White Light/White Heat"                                | 2:47                                                    |
| 2.                                                      | "The Gift"                                              | 8:17                                                    |
| 3.                                                      | "Lady Godiva's Operation"                               | 4:55                                                    |
| 4.                                                      | "Here She Comes Now"                                    | 2:04                                                    |
| 5.                                                      | "I Heard Her Call My Name"                              | 4:38                                                    |
| 6.                                                      | "Sister Ray"                                            | 17:32                                                   |
| 7.                                                      | "White Light/White Heat (Mono Single Mix)"              | 2:48                                                    |
| 8.                                                      | "Here She Comes Now (Mono Single Mix)"                  | 2:04                                                    |
| 9.                                                      | "The Gift (Vocal Version)"                              | 8:08                                                    |
| 10.                                                     | "The Gift (Instrumental Version)"                       | 8:16                                                    |

| 45th Anniversary Deluxe Edition disc three: Live at the Gymnasium, New York City, ngày 30 tháng 4 năm 1967) | 45th Anniversary Deluxe Edition disc three: Live at the Gymnasium, New York City, ngày 30 tháng 4 năm 1967) | 45th Anniversary Deluxe Edition disc three: Live at the Gymnasium, New York City, ngày 30 tháng 4 năm 1967) |
| STT | Nhan đề | Thời lượng                                                                                                  |
| --- | --- | --- |
| 1. | "Booker T."                                                                                                 | 6:46 |
| 2. | "I'm Not a Young Man Anymore" (previously unreleased)                                                       | 6:17 |
| 3. | "Guess I'm Falling in Love"                                                                                 | 4:10 |
| 4. | "I'm Waiting for My Man" (previously unreleased)                                                            | 5:28 |
| 5. | "Run Run Run" (previously unreleased)                                                                       | 6:58 |
| 6. | "Sister Ray" (previously unreleased)                                                                        | 19:03 |
| 7. | "The Gift" (previously unreleased)                                                                          | 10:25 |

## Thành phần tham gia
The Velvet Underground
- John Cale – hát chính (track 3), hát nền (tracks 1 và 5), đọc hát (track 2), viola điện (tracks 3 và 4), organ (track 6), piano (tracks 1 và 4), guitar bass (tracks 1, 2, 4 và 5), hiệu ứng âm thanh (track 3)
- Sterling Morrison – lead guitar (tracks 1, 2, 4 và 6), rhythm guitar (track 5), guitar bass (track 3), hát nền (tracks 1, 3 và 5), hiệu ứng âm thanh (track 3)
- Lou Reed – hát chính, lead guitar (tracks 2, 3, 5 và 6), rhythm guitar (tracks 1 và 4)
- Maureen Tucker – bộ gõ (tracks 1–5), trống (track 6)

Thành phần kỹ thuật
- Gary Kellgren – kỹ thuật viên thu âm
- Bob Ludwig – master
- Val Valentin – chỉ đạo kỹ thuật
- Tom Wilson – sản xuất